# Oeno

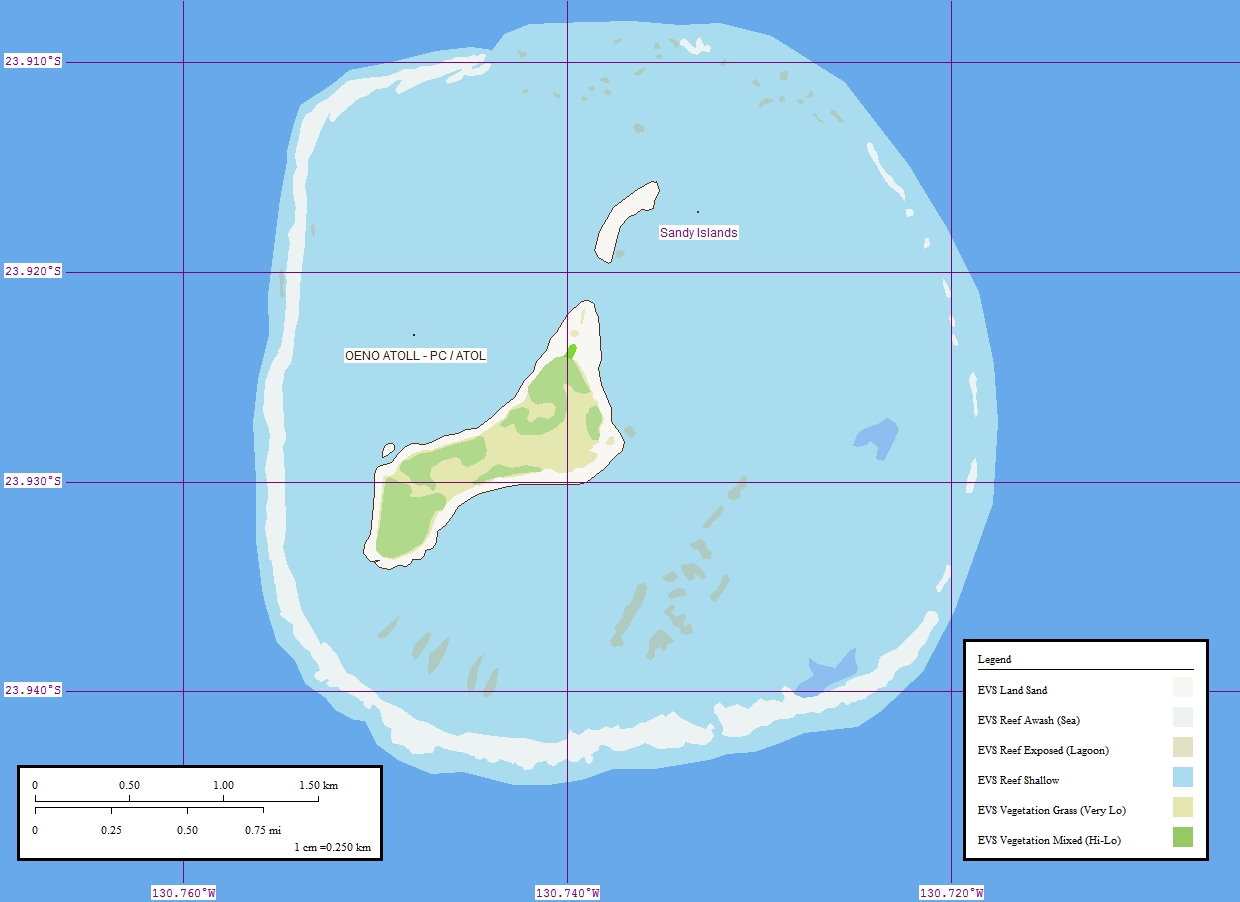
Oenoatollen

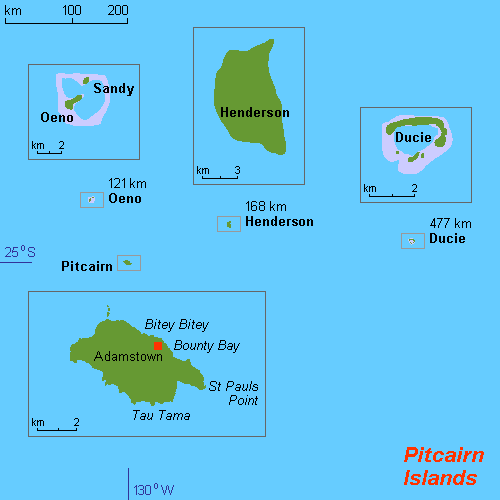
Oenoatollens läge bland Pitcairnöarna.

Oenoatollen, eller Oeno Island, är en atoll i södra Stilla havet, cirka 142 kilometer nordväst om Pitcairn.

## Geografi
Atollen är omgiven av ett nästan ringformat korallrev och har en yta på cirka 20 km² med 2 större och 3 mindre öar. Lagunen är grund och innehåller en mängd olika fiskarter.
Huvudön Oeno har en yta på cirka 0,5 km² med en längd på cirka 2,5 km och en bredd på cirka 0,5 km. Den högsta höjden är på cirka 5 meter över havet och ön är bevuxen av träd och buskar.
Oeno är en mycket vacker ö, orörd och omgiven av vita sandstränder. På ön bor ett antal olika fågelarter. Några av dem är Pterodroma ultima (Murphy's Petrel), sottärna och brun noddy. 1997 gjorde man en lyckad insats och fick bort alla svartråttor och fåglarna har nu större chans att åter öka i antal.
Oeno är också ett semesterparadis för alla som bor på Pitcairn, som ofta kommer hit sommartid och njuter av de stränder som Pitcairn inte har.
Den näst största ön Sandy Island ligger nära den norra kanten av revet och är helt täckt av sand utan vegetation.

## Historia
Ön upptäcktes den 26 januari 1824 av den amerikanske sjöfararen kapten George Worth från valfångstfartyget "Oeno" och namngavs efter fartyget.
Ett antal skepp har förlists på Oenos korallrev, det kanske mest kända är det amerikanska skeppet Wild Wave, med kapten Josiah N. Knowles. Han var på väg från San Francisco när hans skepp förliste på Oenos korallrev 15 mars 1857. 
Den 10 juli 1902 annekterades Oeno Island av Storbritannien och atollen införlivades 1938 i den brittiska koloniområdet Pitcairnöarna (Pitcairn and dependencies).